# Club Baloncesto Tizona Burgos
Il Club Baloncesto Tizona (precedentemente noto come Club Baloncesto Atapuerca) è una squadra di pallacanestro  di Burgos, in Spagna, che ha militato nella Liga LEB Oro. Gioca le partite casalinghe nel Polideportivo El Plantío.

## Storia
La squadra, nata come costola del C.D. Maristas de Burgos, ha conseguito importanti vittorie nelle categorie inferiori, culminate con le conquiste di alcuni campionati di Castilla y León e un titolo nazionale e giovanile. Nella stagione 2005-06 la squadra giovanile ha raggiunto, per la prima volta, la qualificazione alla fase finale del campionato di Spagna. Successivamente il club cambiò denominazione in C.B. Atapuerca. Dopo tre stagioni di consolidamento nella liga EBA, la squadra dopo cinque anni raggiunse la promozione in liga LEB Plata, dove rimase per tre stagioni raggiungendo le semifinali dei playoff per la promozione.
Nella stagione 2004-05 il club si posizionò al primo posto nella fase regolare della stagione (con il record di vittorie nella storia della liga LEB Plata), ma perse ancora una volta in semifinale dei playoff. Nella stessa stagione conquistò la coppa LEB a Gandía.
Nella stagione 2005-06 il club conquistò la promozione in LEB Oro. Terminò la stagione regolare al primo posto e vinse sei partite consecutive nelle gare dei playoff, vincendo anche la finale promozione a Gandía.
Nella sua prima stagione nella categoria superiore, il Burgos puntò alla salvezza, riuscendo ad evitare la qualificazione ai play-out grazie ad una vittoria all'ultima giornata contro l'Hospitalet.
Il club è molto impegnato nella promozione della pallacanestro tra i più giovani, anche con tornei 3 contro 3 che si giocano nel capoluogo e negli altri paesi della provincia.
Nelle ultime stagioni il club è arrivato a contare otto squadre nelle categorie inferiori: 2 nei campionati giovanili, 2 in quello cadetti, 1 junior, 1 under–20, 1 senior e 1 nella categoría provincial.
Nell'estate del 2013 ha cambiato nuovamente denominazione prendendo il nome di C.B. Tizona, salvo poi nell'estate del 2015 non potersi iscrivere al campionato. É però stato rifondato da alcuni ex dirigenti e milita nella LEB Oro.

## Roster 2009-2010
| N° | Naz.                   | Ruolo | Sportivo          |  | Alt. |  |
| -- | ---------------------- | ----- | ----------------- |  | ---- |  |
| 4  | Ungheria (bandiera)    | C     | Péter Lóránt      |  | 206  |  |
| 5  | Stati Uniti (bandiera) | AP    | Zach Morley       |  | 201  |  |
| 7  | Messico (bandiera)     | P     | Chris Hernández   |  | 188  |  |
| 9  | Spagna (bandiera)      | AP    | Joan Cabot        |  | 194  |  |
| 10 | Spagna (bandiera)      | G     | Jesús Castro      |  | 191  |  |
| 11 | Spagna (bandiera)      | AG    | Manu Gómez        |  | 203  |  |
| 13 | Nigeria (bandiera)     | C     | Aloysius Anagonye |  | 201  |  |
| 14 | Spagna (bandiera)      | G     | Alberto Miguel    |  | 187  |  |
| 15 | Svezia (bandiera)      | AG    | Jason Blair       |  | 201  |  |
| 19 | Spagna (bandiera)      | P     | Iván Corrales     |  | 182  |  |

## Palmarès
- Liga LEB Oro: 2

2012-2013, 2014-2015
- Copa Príncipe de Asturias: 1

2013